# Эстада, Эусебио

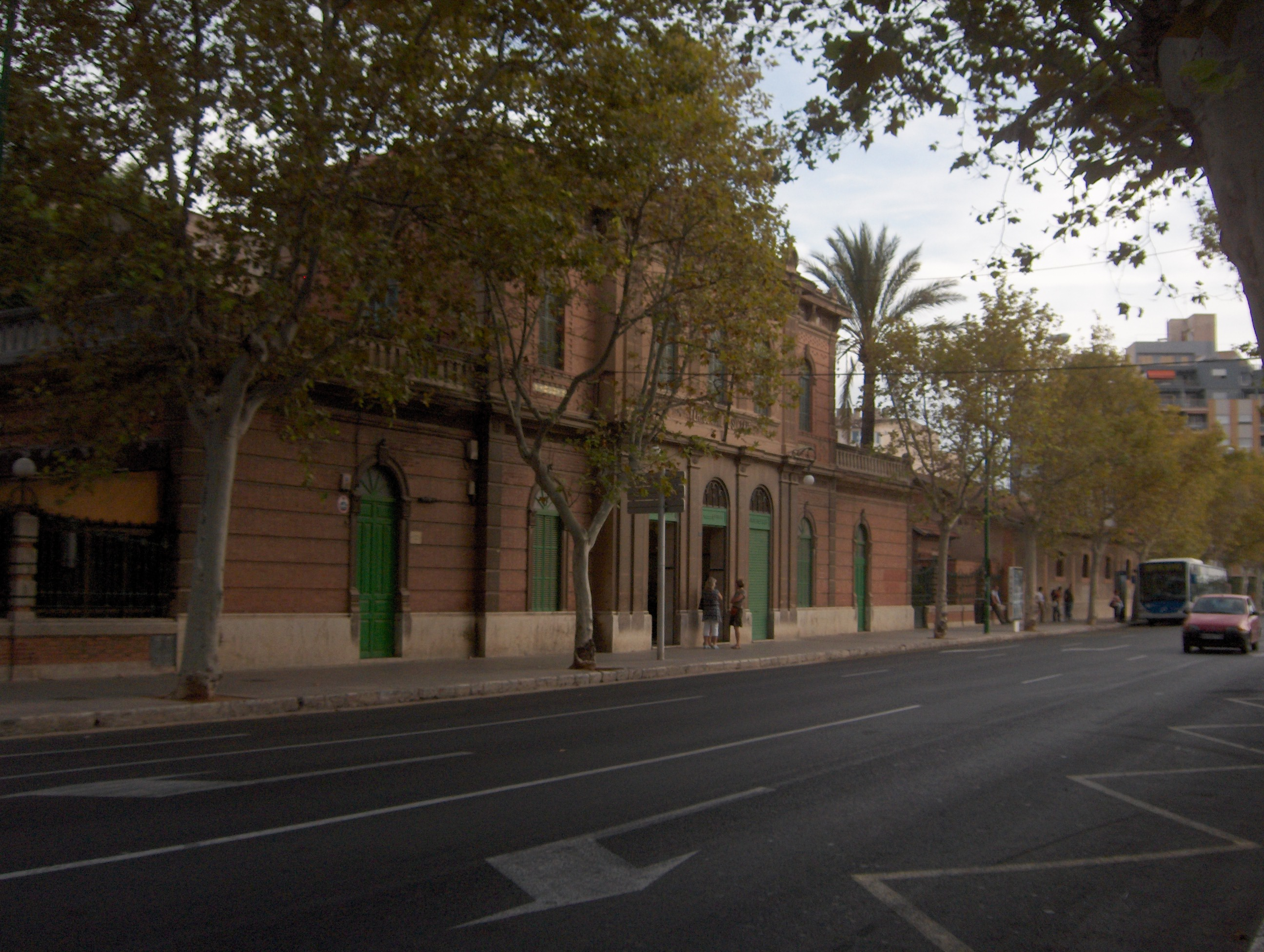
Улица Эусебио Эстада в Пальма-де-Мальорка

Эусебио Эстада Суреда (исп. Eusebio Estada Sureda, кат. Eusebi Estada i Sureda; 1843, Пальма-де-Мальорка — 1917, там же) — инженер-строитель и архитектор, пионер создания транспортной инфраструктуры на острове Мальорка.
В 1868 году опубликовал исследование, посвященное экономическому потенциалу дорожного строительства, планированию дорожного движения, строительству железной дороги, в также некоторым вопросам городского строительства на Мальорке. Эстада участвовал в создании первой железнодорожной компании Мальорки (исп. Sociedad del Ferrocarril de Mallorca) и занимал должность старшего инженера по проектированию и строительству железнодорожных путей. Под его руководством были проложены ветки железной дороги от города Пальма до городов Инка (1873—1875), Ла-Пуэбла (1878), Манакор (1897), Феланич (1897) и Сантаньи (1913).
В 1880 году под руководством Эстада в городе Маррачи было сооружено 7-этажное здание компании «Harinera Mallorquina», это было самое высокое здание на Мальорке в XIX веке. Это здание имело 365 окон, по числу дней в году. В 1915 году здание было разрушено в результате взрыва.
До 1907 года Эстада занимал должность директора общественных работ для улучшения транспорта, под его руководством на острове было построено много дорог, в частности, дороги в горной местности Сьерра-де-Трамонтана от Пальмы до Льюкского монастыря (1888—1893) .
Эстада также разработал план организации водоснабжения и канализации города Пальма, но этот проект не был реализован при его жизни. Эстада умер в возрасте 74 лет в своём родном городе Пальма, в его честь названа одна из главных улиц города.